# Guiyang
Guiyang ou Kweiyang (贵阳) é uma prefeitura com nível de cidade e capital da província de Guizhou no sudoeste da China. Ela está localizada no centro da província, situada no leste do planalto de Yunnan-Guizhou, e na margem norte do rio Nanming, um afluente do rio Wu. A cidade tem uma altitude de cerca de 1.100 metros, e possui uma área de 8.034 quilômetros quadrados. Sua população era de 4.324.561 em 2010 com 3.037.159 vivendo na área urbana constituída por 7 distritos.

## História
A cidade foi construída em 1283 dC durante a dinastia Yuan. Ele foi originalmente chamado Shunyuan (順元), ou seja, respeitando e homenageando em seu nome os Yuan (os governantes mongóis).
Originalmente, a área foi habitada por não-chineses. A dinastia Sui (AD 581-618) estabeleceu uma comendadoria no local, e em seguida a dinastia Tang (618-907) estabeleceu uma prefeitura. Eram, no entanto, não mais do que postos militares, até que a invasão Yuan (Mongol) do sudoeste da China em 1279 transformou a área em um assentamento militar e "escritório de pacificação". Os assentamentos chinêses se estabeleceram na área neste período, e, sob as dinastias Ming (1368-1644) e Qing (1644-1911), a cidade se tornou a sede de uma província chamada Guiyang.
Localmente Guiyang era um importante centro administrativo e comercial com duas comunidades mercantes distintas: a comunidade sichuanesa, que vivia na parte "nova", ao  norte da cidade; e os imigrantes das regiões de Hunan, Guangdong e Guangxi, que viviam na parte “antiga” ao sul da cidade. 
Até a explosão da Guerra Sino-Japonesa (1937-45), Guiyang não era mais do que a capital de uma das menos desenvolvidas províncias da China. Como em outras partes do sudoeste chinês, o progresso econômico somente veio ocorrer sob as circunstâncias especiais, neste caso, o tempo de guerra. A primeira grande obra infraestrutural que ligou Guiyang ao restante da nação foi a rodovia de ligação das cidades de Kunming, na província Yunnan, com Chongqing (capital provisória da China durante a guerra) e Hunan na província de Sichuan. Após a concusão da estrada Guiyang tornou-se uma grande cidade industrial e a base de sua província homônima. Em 1959, a rede ferroviária de Guangxi foi concluída, permitindo a conexão das cidades de Guizhou e Chongqing (sentido norte-sul),  Kunming e Changsha (sentido leste-oeste), tornando Guiyang um grande entroncamento logístico.

## Geografia
A cidade está situada as margens do rio Nanming, um afluente do rio Wu, que tem sua jusante no rio Yangtsé em Fuling na província de Sichuan. Guiyang é um centro de transporte natural, com acesso relativamente fácil á diversas regiões do território chinês.

### Clima
Guiyang tem as quatro estações climáticas bem definidas, com um clima subtropical úmido (Cwa de Köppen), temperado por sua baixa latitude e altitude. Tem invernos relativamente suaves, verões muito quentes e uma estação de monção, com uma precipitação anual média de 1.120 milímetros; as estações não são particularmente distintas, com períodos intempestivos frequentes de frio ou calor, mas as temperaturas extremas são raras. A temperatura média em Janeiro é 5,1 ° C (41,2 ° F) e para Julho 23,9 ° C (75,0 ° F). A chuva é comum em todo o ano, com rajadas ocasionais no inverno. Com apenas 1.150 horas de sol, é também uma das cidades menos ensolaradas da China. A humidade relativa é constante ao longo do ano.

## Economia

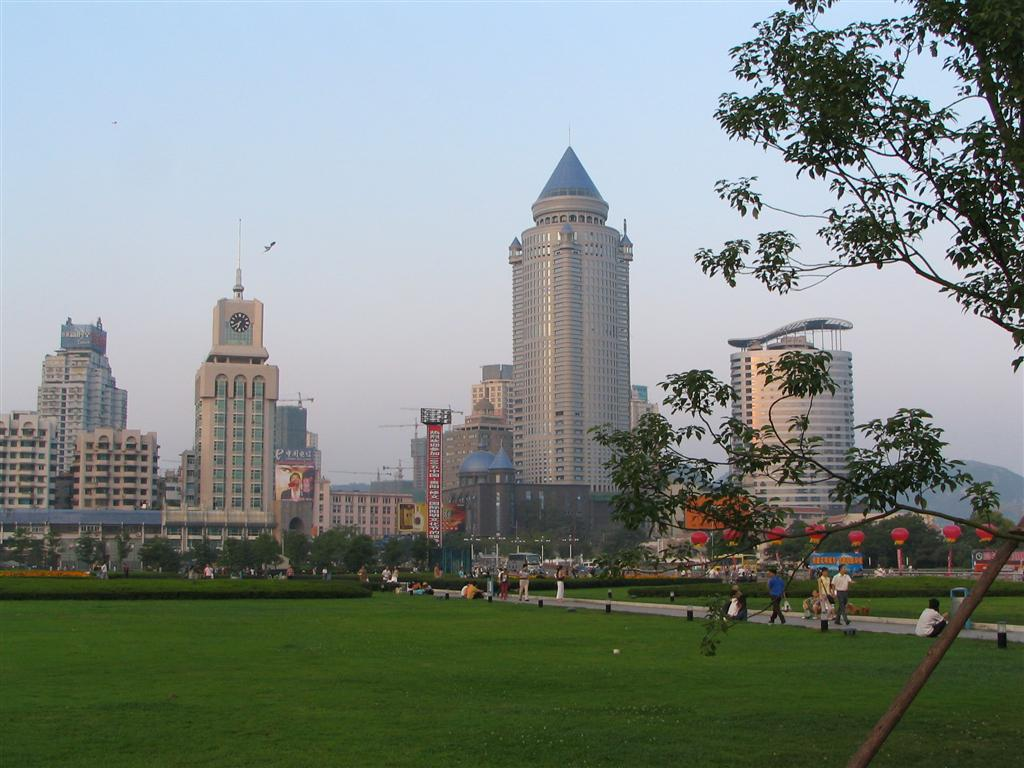
Centro financeiro de Guiyang

Guiyang é o centro econômico e comercial da província de Guizhou. Em 2009 o PIB per capita local foi de ¥ 24.585 (US$ 3.637 dólares). A cidade também é um grande centro de varejo e atacado concentrando atividades comerciais com grandes varejistas nacionais e internacionais, como Wal-Mart, Carrefour, RT-Mart, Hualian Pequim, Parkson, e Grupo Xingli, bem como bens de consumo eletrônicos. Operações de atacado incluem produtos regionais de grande porte, como móveis industriais e máquinas de construção. 
Geradores de energia hidroelétrica estão localizados ao longo dos principais rios da cidade, incluindo o Rio Wu. Em 2007, as plantas hidrelétricas da cidade forneceram mais de 70% da eletricidade. O carvão extraído nas localidades de Guiyang e Anshun, e processado em grandes usinas geradoras térmicas em Guiyang e Duyun, garantiram o restante do fornecimento de energia elétrica da cidade. Uma grande aciaria entrou em operação em Guiyang, em 1960, fornecendo matéria prima a indústria de máquinas local.
Grandes depósitos de bauxita foram descobertos ao norte de Guiyang na década de 1970, e a partir disto a cidade tornou-se uma grande produtora de alumínio. Guiyang também fabrica peças aeroespaciais, motores e equipamentos industriais e equipamentos de mineração, bem como veículos e equipamentos ferroviários. A cidade tem uma grande indústria química, especializada em fertilizantes.

## Relações internacionais
Guiyang é geminada com as seguintes localidades:
- Palmerston North, Manawatu-Wanganui, Nova Zelândia[8]
- Fort Worth, Texas, Estados Unidos[9]

O Programa das Nações Unidas para os Assentamentos Humanos (UN-HABITAT) e o Programa das Nações Unidas para o Meio Ambiente (PNUMA) reconhecem a parceria de Guiyang, em busca de cidades sociais e ambientalmente sustentáveis, com as seguintes localidades:
- Agadir, Souss-Massa-Draâ, Marrocos
- Bayamo, Granma, Cuba
- Bobo Dioulasso, Hauts-Bassins, Burkina Faso
- Cienfuegos, Cienfuegos, Cuba
- Esmeraldas, Esmeraldas, Equador
- Holguín, Holguín, Cuba
- Ismaília, Ismaília, Egito
- Kisumu, Nyanza, Quênia
- Marabá, Pará, Brasil
- Meknès, Meknès-Tafilalet, Marrocos
- Piranhas, Alagoas, Brasil
- Ponta Porã, Mato Grosso do Sul, Brasil
- San José, San José, Costa Rica
- Santa Clara, Villa Clara, Cuba
- Seogwipo, Jeju, Coreia do Sul
- Shenyang, Liaoning, China